# ФК Сейнт Мирън
ФК Сейнт Мирън (на английски: Saint Mirren Football Club) е шотландски професионален футболен отбор от град Пейзли, Северен Ланаркшър. Клубът е основан през 1877 г. и играе домакинските си мачове на Сейнт Мирън Парк, който разполага с капацитет от малко над 7937 места. Отборът се състезава в най-високото ниво на шотландския клубен футбол – шотландската Премиър лига. Получава името си в чест на свети Мирън.

## История
Спортен клуб „Сейнт Мирън“ е основан в град Пейзли във втората половина на 19 век. В него влизат игачите по крикет, ръгби и футбол. Но с нарастващата популярност на футбола в края на 19 век „Сейнт Мирън“ отдават приоритет на футбола, и през 1877 година официално е сформиран като Футболен клуб „Сейнт Мирън“. Името си получават в чест на Свети Мирън, покровител на град Пейзли.
Първоначално основни цветове са синия и червения. След първия си сезон цветовете са изменени на бяло и черно. Играчите на клуба оттогава играят с раирани черно-беи фланелки.
Първият си мач „Сейнт Мирън“ провежда на 6 октомври 1877 година, побеждавайки отбора на „Джонстън Британия“ с 1:0. През 1881 година отборът достига до своя първи финала в „Купата Ренфрюшър“ (загубен с 1:3 от отбора на „Торнлибанк“). През 1883 година те печелят за пръв път този турнир (3:1 срещу „Торнлибанк“).

## Успехи
- Шотландска премиър лига:
  - 5-о място (5): 1967/68, 1976/77, 1999/2000, 2005/06, 2017/18
- Купа на Шотландия:
  -  Носител (3): 1925/26, 1958/59, 1986/87
  -  Финалист (3): 1907/08, 1955/56, 1961/62
- Купа на Лигата:
  -  Носител (1): 2012/13
  -  Финалист (3): 1955/56, 2009/10
- Първа дивизия:
  -  Шампион (4): 1967/68, 1976/77, 1999/2000, 2005/06
- Купа на предизвикателството:
  -  Носител (1): 2005
- Купа на Ренфрюшър:
  -  Носител (55): 1882 – 83, 1883 – 84, 1887 – 88, 1890 – 91, 1893 – 94, 1896 – 97, 1897 – 98, 1903 – 04, 1909 – 10, 1910 – 11, 1923 – 24, 1924 – 25, 1925 – 26, 1927 – 28, 1928 – 29, 1929 – 30, 1931 – 32, 1932 – 33, 1933 – 34, 1935 – 36, 1937 – 38, 1940 – 41, 1943 – 44, 1945 – 46, 1946 – 47, 1947 – 48, 1949 – 50, 1958 – 59, 1959 – 60, 1960 – 61, 1962 – 63, 1966 – 67, 1973 – 74, 1976 – 77, 1978 – 79, 1979 – 80, 1982 – 83, 1983 – 84, 1984 – 85, 1985 – 86, 1987 – 88, 1989 – 90, 1997 – 98, 1998 – 99, 1999 – 00, 2000 – 01, 2001 – 02, 2006 – 07, 2007 – 08, 2008 – 09, 2009 – 10, 2010 – 11, 2011 – 12, 2012 – 13, 2014 – 15
- Купа на победата:
  -  Носител (1): 1919
- Англо-шотландска купа:
  -  Носител (1): 1979/80
- Лятна купа:
  -  Носител (1): 1943
- Турнир на поканените Епсън:
  -  Носител (1): 1986/87
- Купа на победителите на Барселона:
  -  Носител (1): 1922

## Известни футболисти
- Сергей Балтача
- Виктор Муньос
- Били Томсън
- Хю Мъри
- Пол Ламбрет